# グレナダ郡 (ミシシッピ州)
グラナダ郡（Grenada County）は、アメリカ合衆国ミシシッピ州の郡である。人口は2万1629人（2020年）。郡庁所在地はグレナダである。

## 地理
アメリカ合衆国統計局によると、この郡は総面積1,164 km2 (449 mi2) である。このうち1,092 km2 (422 mi2) が陸地で71 km2 (28 mi2) が水地域である。総面積の6.14%が水地域となっている。

## 人口動勢
2000年現在の国勢調査で、この郡は人口23,263人、8,820世帯、及び6,297家族が暮らしている。人口密度は21/km2 (53/mi2) である。9/km2 (24/mi2) の平均的な密度に9,973軒の住宅が建っている。この郡の人種的な構成は白人57.92%、アフリカン・アメリカン40.93%、先住民0.14%、アジア0.34%、太平洋諸島系0.02%、その他の人種0.13%、及び混血0.52%である。この人口の0.62%はヒスパニックまたはラテン系である。
この郡内の住民は27.20%が18歳未満の未成年、18歳以上24歳以下が9.00%、25歳以上44歳以下が27.50%、45歳以上64歳以下が22.00%、及び65歳以上が14.40%にわたっている。中央値年齢は36歳である。女性100人ごとに対して男性は87.80人である。18歳以上の女性100人ごとに対して男性は83.90人である。
この郡の世帯ごとの平均的な収入は27,385米ドルであり、家族ごとの平均的な収入は33,115米ドルである。男性は28,969米ドルに対して女性は21,567米ドルの平均的な収入がある。この郡の一人当たりの収入 (per capita income) は13,786米ドルである。人口の20.90%及び家族の17.60%は貧困線以下である。全人口のうち18歳未満の26.30%及び65歳以上の26.40%は貧困線以下の生活を送っている。

## 都市及び町
- グレナダ (Grenada)